# 귀인 정씨 (인종)
귀인 정씨(貴人 鄭氏, 1520년 ~ 1566년)는 조선 인종의 후궁이다.

## 생애
본관은 연일로 사온서 령(令) 정유침(鄭惟沈)의 장녀이다. 어머니는 대사간 안팽수의 딸이다. 송강 정철의 누나이다.
1520년(중종 15년) 8월 해양(海陽)의 삼곡리(三谷里)에서 태어났다. 14세 되던 1533년에 당시 세자였던 인종의 후궁으로 뽑혀 들어갔다. 25세인 1544년 세자궁에 불이 나자 정씨가 홀로 동궁으로 달려가 세자가 아끼는 서책들을 구해 내었다. 또, 궁궐 안에 요기(妖氣)가 있어 검은 기운이 지나가자 세자가 창문을 닫고 싶으나 시킬 이가 없었는데, 정씨가 홀로 놀라지 않고 문을 닫았다고 한다.
인종이 즉위하자 내명부 종 2품 숙의에 올랐다. 32세 되던 1551년(명종 6년), 명종이 아들 순회세자를 낳은 것을 기념하여 품계를 정2품 소의로 올려주었다. 44세인 1563년(명종 18년) 귀인이 되었고, 47세인 1566년(명종 21년) 인달방(仁達坊) 사제(私第)에서 병으로 세상을 떠났다.

## 가족관계
- 할아버지 : 정위(鄭潙)
- 할머니 : 광산 김씨 - 김현뢰의 딸
  - 아버지 : 정유침(鄭惟沈, 1493년-1570년
  - 어머니 : 죽산 안씨(1495년-1573년) - 안팽수(安彭壽)의 딸 : 효령대군의 차남 서원군(瑞原君)의 외고손녀
  - 시어버지 : 조선 중종
  - 시어머니 : 장경왕후
    - 남편 : 조선 인종
      - 자녀 : 없음

    - 첫째 오빠 : 정자(鄭滋,1516년-1547년)
    - 둘째 오빠 : 정소(鄭沼,1518년-1572년)
    - 남동생 : 정황(1528년-?)
      - 조카 : 귀인 정씨 (선조)

    - 남동생 : 정철(1536년-1593년)
    - 여동생 : 정씨 - 동래부사 최홍도와 혼인
    - 여동생 : 정씨 - 계림군 이유의 처

## 귀인 정씨가 등장한 작품
- 《여인천하》(2001~2002, SBS, 배역:서권순)